# Christian Markersen
Christian Markersen (17. september 1908, København – 28. maj 1982, København) var en dansk atlet. Han var frem til 1931 medlem af AIK 95 derefter i IF Sparta.
Markersen deltog ved OL 1932 i Los Angeles hvor han blev slået ud efter en 6. plads i sit indledende 1500 meter heat på tiden 4:06.5. Han vandt seks danske mesterskaber, Kongepokalen tre gange og Fortunløbet to gange.

## Danske mesterskaber
- Guld 1935 8km cross
- Guld 1934 1500 meter 4:01.0
- Guld 1934 8km cross
- Sølv 1934 800 meter 1:58.8
- Guld 1933 1500 meter 4:03.6
- Guld 1932 8km cross
- Guld 1931 1500 meter 4:00.4
- Sølv 1929 1500 meter 4:09.6
- Sølv 1928 1500 meter 4:12.0
- Bronze 1928 800 meter 2:01.4

## Personlige rekorder
- 1500 meter: 3.58.1 (1932)